# Ludomir Chronowski
Ludomir Krzysztof Chronowski, född den 31 oktober 1959 i Krakow, Polen, är en polsk fäktare som tog OS-silver i herrarnas lagtävling i värja i samband med de olympiska fäktningstävlingarna 1980 i Moskva.